# Schrankia furoroa
Schrankia furoroa là một loài bướm đêm trong họ Erebidae.